# 枢密院令
枢密院令（すうみついんれい、英: Order of Council）は、イギリスの制定法の一形態である。枢密院議官ら（実際には、国王大臣（英: Minister of the Crown））によって制定される。
この意味での枢密院令は、やはり「枢密院令」と訳されることの多い枢密院勅令（英: Order in Council）とは、次の点で異なる。すなわち、後者は枢密院の諮問を経て女王によって制定されるのに対して、前者は枢密院により自身の権利として女王の承認を経ずに制定されるのである。あらゆる枢密院令の前文は、当該命令がホワイトホールにおいて開催された枢密院の会議によって制定された旨を述べるが、実際には、枢密院令は全て書簡のやりとりを通じて承認され、実際に会議が開かれるわけではない 。
内容によって異なるが、枢密院令は、国王大権に基づいて制定することもできるし、法律（英: Act of Parliament）の授権によって制定すること（すなわち委任立法）もできる。大権の行使としての枢密院令の例として、勅許により設立された組織による付属定款（英: by-laws）の変更を承認するものがある。法律に基づく枢密院令は、一般に次のものに関わる。
- 医療・動物医療関係の職業の規制：一般医療評議会、看護・助産評議会、一般歯科評議会、一般眼科評議会、保健専門職評議会および王立獣医師協会理事会の構成、権能および規則に関する枢密院令。
- 高等教育セクターの規制：大学の構成に関する枢密院令

2000年以降に制定された枢密院令は、Privy Council Office websiteにて確認できる。